# 25695 Eileenjang
25695 Eileenjang è un asteroide della fascia principale. Scoperto nel 2000, presenta un'orbita caratterizzata da un semiasse maggiore pari a 2,9660999 UA e da un'eccentricità di 0,0430485, inclinata di 9,79587° rispetto all'eclittica.